# Ray Barretto
 (janvier 2022).
Si vous disposez d'ouvrages ou d'articles de référence ou si vous connaissez des sites web de qualité traitant du thème abordé ici, merci de compléter l'article en donnant les références utiles à sa vérifiabilité et en les liant à la section « Notes et références ».
Pour les articles homonymes, voir Barreto.
Ray Barretto, né le 29 avril 1929 à Brooklyn (New York) et mort le 17 février 2006 à Hackensack (New Jersey), est un conguero, chef d'orchestre, compositeur, arrangeur, producteur de salsa et de latin jazz.

## Biographie
Fils de parents portoricains, Ray grandit dans les ghettos latins de Harlem et du Bronx, dans un environnement rempli de musique portoricaine mais avec un amour pour les groupes de swing de Duke Ellington, Count Basie et de Benny Goodman.
Le jeune Ray commence à jouer dans des descargas (jam sessions, "bœuf") tenues dans le club de jazz Orlando à Munich, durant les années où il accomplit le service militaire obligatoire. De retour à la vie civile en 1949, Ray continue à jouer des percussions à New York jusqu'à ce qu'il ait obtenu son premier travail dans le combo Latin Jazz d'Eddie Bonnemere.
Au début des années 1950 dans la salle de l'Apollo Harlem, Ray Barretto joue des congas dans l'orchestre qui fait la première partie de Charlie Parker, le génie du bebop. En l'écoutant, ce dernier l'invite à être intégré dans son groupe pour le concert de la nuit. Après cette rencontre, est né le cubop, mélange de bebop et de rythmes afrocubains, lequel a nourri le latin jazz.
Puis il fait partie du conjunto de José Curbelo, où il remplace Mongo Santamaría dans l'orchestre de Tito Puente. Barreto reste dans cet orchestre pendant quatre ans, période où il intervient aussi comme musicien de studio dans des enregistrements de type « rhythm and blues » tels que Red Garland, Gene Ammons et brièvement, Herbie Mann.
En 1961, la maison de disques Riverside décide de s'attaquer au marché de la musique latine. Ils contactent Barretto qui forme un orchestre de charanga. « Pachanga with Barreto » est le premier des deux disques que Ray enregistre avec eux. Mais devant le mécontentement de l'expérience, il change de maison de disques pour entamer une nouvelle stratégie musicale.
En enregistrant pour la maison de disques Tico, Barretto obtient son premier succès avec la chanson « El watusi » en 1963, première chanson latine à pénétrer le hit-parade Billboard aux États-Unis. Après plusieurs albums avec Tico, Barretto signe avec la maison de disques UA avec l'espoir d'obtenir une plus vaste distribution de ses disques. Avec eux il effectue des productions comme « Ray Barretto Señor 007 ». Mais devant le manque d'efficacité sur le marché, il décide de signer chez Fania, récemment formée en 1967. Son premier disque pour le label, « Acid », est une expérience de fusion avec le « rhythm and blues » qui lui vaut l'attention du public latino.

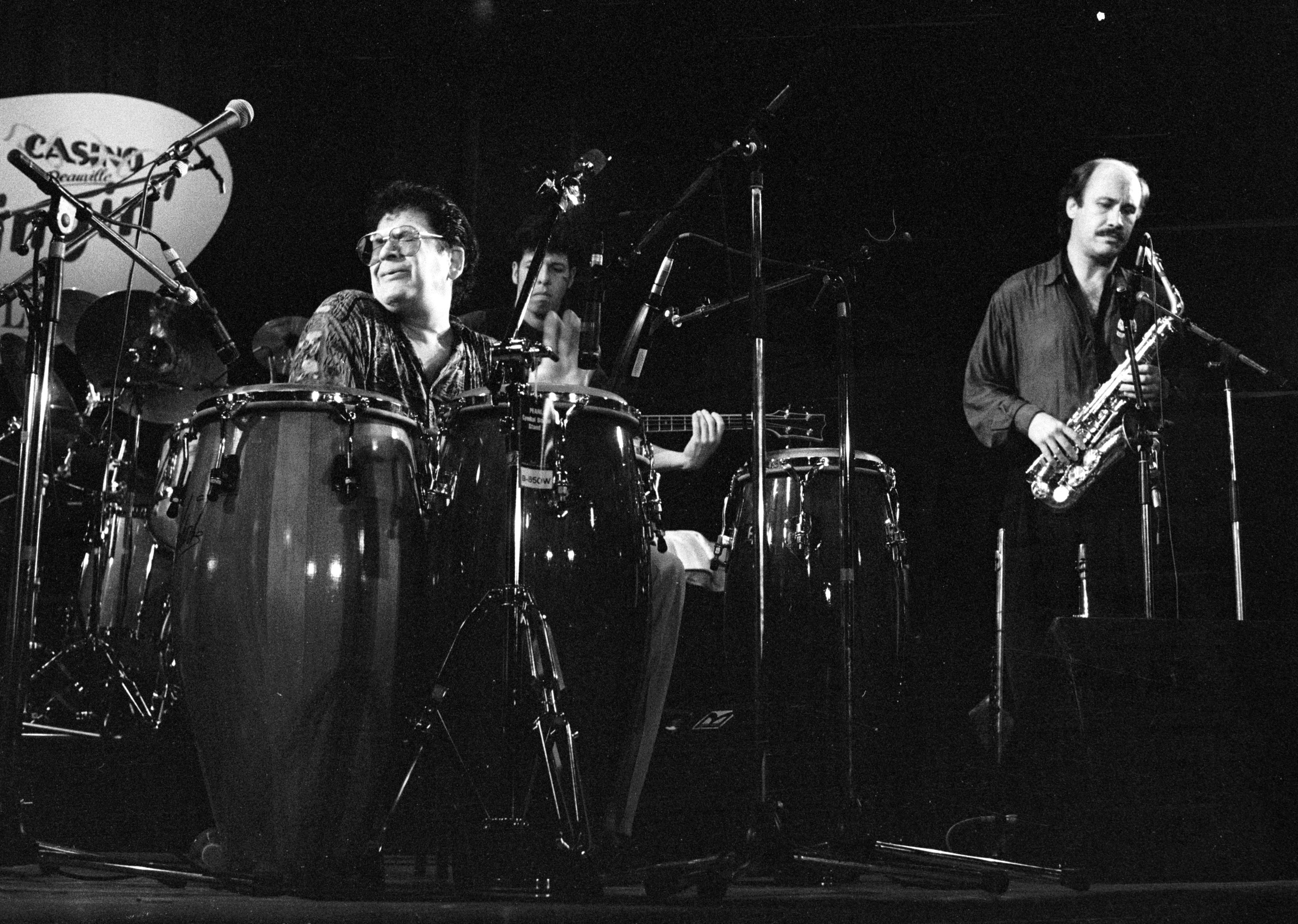
Ray Barretto en concert (1991)

Avec la Fania, Ray Barretto se lance dans la salsa. En même temps, il prend part à des enregistrements de figures anglos-saxonnes comme Cal Tjader, Average White Band et les Bee Gees (sur Wind of Change), entre autres. Depuis 1968, il fait partie de la Fania All-Stars, et avec des disques comme « The Message », « Power » et « Indestructible », il devient un artiste majeur de la musique tropicale.
En 1973, il voit certains de ses musiciens le quitter pour former le groupe Típica’73.
Un de ses grands succès dans cette période est son disque « Barreto », qui en 1975 obtient une nomination aux Grammy Awards.
Pendant ces années passent dans son orchestre des grands chanteurs tels qu'Adalberto Santiago, Tito Allen, Rubén Blades, Tito Gómez et Ray de La Paz. Son orchestre dispose également de talentueux musiciens comme le timbalero Orestes Vilató, le bassiste Andy González, le pianiste Oscar Hernández, le timbalero Ralph Irizarry et les trompettistes Robert Rodriguez et René López.
De 1976 à 1978, il enregistre trois disques de jazz pour la maison de disques Atlantic Records. L'un d'eux, « Barretto Live... Tomorrow », est nommé pour un Grammy. En 1979 il retourne chez Fania pour des enregistrements de salsa, en produisant un album considéré par les critiques comme un classique : « Ricanstruction ». Ce dernier est proclamé par la revue Latin N.Y. comme « Meilleur Album » de 1980, et Barretto est également distingué comme conguero de l'année.
Pendant les années 1980, Ray connait une diminution dans sa popularité. Toutefois de nouvelles nominations aux Grammy ne se sont pas fait attendre : la production « Ritmo de la Vida » et en 1990 le disque « Ritmo en el Corazón », avec la participation de la chanteuse Celia Cruz.
Durant les années 1990, Ray Barretto continue sa carrière en gravitant entre ses deux grandes passions - le latin jazz et la salsa - en enregistrant des disques des deux types et en voyageant par les États-Unis, l'Europe et l'Amérique du Sud.
Le 17 février 2006, il décède au Centre médical universitaire d'Hackensack (New Jersey) de complications post-opératoires liées à un quintuple pontage coronarien.

## Discographie

### En tant que leader
- Barretto para bailar (Riverside, 1960)
- Latino! (Riverside, 1962)
- Charanga Moderna (Tico, 1962)
- Moderna de Siempre (Tico, 1963)
- On Fire Again (Encendido otra vez) (Tico, 1963)
- The Big Hits Latin Style (Tico, 1963)
- Guajira y guaguancó (Tico, 1964)
- Viva Watusi! (United Artists, 1965)
- Señor 007 (United Artists, 1966)
- El Ray Criollo (United Artists, 1966)
- Latino con Soul (United Artists, 1966)
- Fiesta En El Barrio (United Artists, 1967)
- Acid (Fania, 1968)
- Hard Hands (Fania, 1968)
- Together (Fania, 1969)
- Head Sounds (Fania, 1969)
- Barretto Power (Fania, 1970)
- The Message (Fania, 1971)
- From the Beginning (Fania, 1971)
- Que viva la música (Fania, 1972)
- Indestructible (Fania, 1973)
- The Other Road (Fania, 1973)
- Barretto (Fania, 1975)
- Tomorrow: Barretto Live (Atlantic, 1976)
- Energy to Burn (Fania, 1977)
- Eye of the Beholder (Atlantic, 1977)
- Can You Feel It? (Atlantic, 1978)
- Gracias (Fania, 1978)
- La Cuna (CTI, 1979)
- Rican/Struction (Fania, 1979)
- Giant Force (Fania, 1980)
- Rhythm of Life (Fania, 1982)
- Todo se va poder (Fania, 1984)
- Aquí se puede (Fania, 1987)
- Irresistible (Fania, 1989)
- Handprints (Concord Picante, 1991)
- Soy Dichoso (Fania, 1992)
- Live in New York (Messidor, 1992)
- Salsa Caliente de Nu York (Universe, 2001)
- Fuerza Gigante: Live in Puerto Rico April 27, 2001 (Universe, 2004)
- Standards Rican-ditioned (Zoho Music, 2006)

### Avec New World Spirit
- Ancestral Messages (Concord Picante, 1992)
- Taboo (Concord Picante, 1994)
- My Summertime (Owl, 1995)
- Contact! (Blue Note, 1997)
- Portraits in Jazz and Clave (RCA, 2000)
- Trancedance (Circular Moves, 2001)
- Homage to Art Blakey and The Jazz Messengers (Sunnyside, 2003)
- Time Was - Time Is (O+ Music, 2005)

### En tant que sideman

#### AvecGene Ammons
- Blue Gene (Prestige, 1958)
- Boss Tenor (Prestige, 1960)
- Up Tight! (Prestige, 1961)
- Boss Soul! (Prestige, 1961)
- Twisting the Jug (Prestige, 1961) - avec Joe Newman et Jack McDuff
- Soul Summit Vol. 2 (Prestige, 1961 [1962])
- Late Hour Special (Prestige, 1961 [1964])
- Velvet Soul (Prestige, 1961 [1964])
- Goodbye (Prestige, 1974)

#### Avec theBee Gees
Main Course (RSO, 1975)

#### AvecKenny Burrell
- Bluesy Burrell (Moodsville, 1962) - avec Coleman Hawkins
- Crash! (Prestige, 1963) - avec Brother Jack McDuff
- Soul Call  (Prestige, 1964)
- Midnight Blue, 1967
- God Bless the Child (CTI, 1971)

#### AvecArnett Cobb
Party Time (Prestige, 1959)

#### AvecBilly Cobham
Spectrum (Atlantic, 1973)

#### AvecCelia Cruz
- Tremendo Trío! (Fania, 1983)
- Ritmo en el Corazón (Fania, 1989)

#### AvecEddie "Lockjaw" Davis
- Bacalao (Prestige, 1959) - avec Shirley Scott
- Misty (Moodsville, 1960 [1963]) - avec Shirley Scott
- Afro-Jaws (Riverside, 1960)
- Lock, the Fox (RCA Victor, 1966)

#### AvecDeodato
Prelude (CTI, 1972)

#### AvecArt Farmer
Listen to Art Farmer and the Orchestra (Mercury, 1962)

#### AvecJimmy Forrest
- Most Much! (Prestige, 1961)
- Soul Street (New Jazz, 1962)

#### Avec theRed GarlandTrio
Manteca (Prestige, 1958)

#### AvecDizzy Gillespie
Carnegie Hall Concert (Verve, 1961) 

#### AvecEddie Harris
- Mean Greens (Atlantic, 1966)
- The Electrifying Eddie Harris (Atlantic, 1967)

#### AvecWillis Jackson
Thunderbird (Prestige, 1962)

#### AvecClifford Jordan
Soul Fountain (Vortex, 1966 [1970])

#### AvecYusef Lateef
- Yusef Lateef's Detroit (Atlantic, 1969)
- In a Temple Garden (CTI, 1979)

#### AvecBernard Lavilliers
O gringo (Barclay, 1980)

#### AvecJohnny Lytle
- Moon Child (Jazzland, 1962)
- The Soulful Rebel (Milestone, 1971)

#### AvecHerbie Mann
Glory of Love (A&M/CTI, 1967)

#### AvecJack McDuff
Somethin' Slick! (Prestige, 1963)

#### AvecMichel Sardaby
Michel Sardaby in New York (Sound Hills, 2002)

#### AvecJohnny "Hammond" Smith
- Talk That Talk (New Jazz, 1960)
- Open House! (Riverside, 1963)

#### AvecSonny Stitt
- Stitt Meets Brother Jack (Prestige, 1962) - avec Jack McDuff
- The Matadors Meet the Bull (Roulette, 1965)

#### AvecCal Tjaderen septet
- Solar Heat (Skye records, 1968)

#### AvecWeather Report
Mysterious Traveller (Columbia, 1974)

#### AvecFrank Wess
Southern Comfort (Prestige, 1962)

#### AvecCharles Williams
Stickball (Mainstream, 1972)

## Interviews
Interview sur Zicline.com par Etienne Payen 